# 핑크 영화제
핑크 영화제(영어: Pink Film Festival)는 2007년 처음 시작된 대한민국의 여성 관객들만 참여 할 수 있는 비경쟁 초청 영화제이며, 매년 11월에 개최되고, 일본의 영화 장르 중 하나인 핑크 영화에 관한 영화제이다.

## 역대 상영작

### 2009년 제3회
- 핑크 마스터피스
  - 《우리들의 계절》/ 감독 : 히로키 류이치
  - 《치한전차 23 : 속옷검사》/ 감독 : 타키타 요지로
  - 《간다천음란전쟁》/ 감독 : 구로사와 기요시
- 핑크 웰메이드
  - 《단지부인 : 불륜 러브러브》/ 감독 : 사토 토시키
  - 《OL 러브 쥬스》/ 감독 : 타지리 유지
- 핑크 컬트
  - 《버진 스나이퍼》/ 감독 : 와타나베 모토츠구
  - 《다락방의 비밀》/ 감독 : 이나오 미노루
- 핑크 뉴웨이브
  - 《새엄마는 동갑내기》/ 감독 : 호리 테이이치
  - 《야리망》/ 감독 : 사카모토 레이
- 핑크 다큐
  - 《안녕 유미카》/ 감독 : 마츠에 테츠아키

### 2008년 제2회
- 핑크 사천왕 섹션
  - 《Don’t let it bring you down》/ 감독 : 사노 카즈히로
  - 《아나키인 재팬스케》/ 감독 : 제제 타카히사
  - 《생일(영어판)》/ 감독 : 사토 히사야스
  - 《단지부인 : 옆집소리》/ 감독 : 사토 토시키
  - 《가물치》/ 감독 : 제제 타카히사
  - 《애욕온천》/ 감독 : 사토 토시키
- 핑크 최전선 섹션
  - 《유노미》/ 감독 : 오니시 히로시
  - 《불륜중독》/ 감독 : 요시유키 유미
  - 《오사카 러브 스토리》/ 감독 : 호리 테이츠
  - 《유혹》/ 감독 : 사토 오사무
  - 《황혼 : 몇 살이 되어도 남자와 여자》/ 감독 : 이마오카 신지
  - 《아오이 소라의 츠무기》/ 감독 : 타카하라 히데카즈
- 핑크 하드코어 섹션
  - 《노예 : 누가 뭐래도 좋은 나의 이야기》/ 감독 : 사토 오사무
  - 《하나이 사치코의 화려한 일생》/ 감독 : 메이케 미츠루
- 핑크영화의 거장
  - 《블루필름의 여자》/ 감독 : 무카이 히로시

### 2007년 제1회
- 일반 상영작
  - 《양다리》/ 감독 : 사카모토 레이
  - 《도시락》/ 감독 : 이마오카 신지
  - 《블라인드 러브》/ 감독 : 고토 다이스케
  - 《경련》/ 감독 : 타지리 유지
  - 《기둥서방 히로시》/ 감독 : 타지리 유지
  - 《치한전차》/ 감독 : 에노모토 토시로
  - 《개구리의 노래》/ 감독 : 이마오카 신지
  - 《비터 스위트》/ 감독 : 메이케 미츠루
- 핑크 다큐
  - 《핑크 리본 감독》/ 감독 : 후지이 겐지로
- 핑크 걸작
  - 《변태 가족, 형의 새 각시》/ 감독 : 수오 마사유키
  - 《당한 여자》/ 감독 : 타카하시 반메이